# T-test
t-test je jedan od najpoznatijih statističkih postupaka, osnovan je na Studentovoj ili t razdiobi. Odnosi se na testiranje statističke značajnosti razlike između dvije aritmetičke sredine. Dobivena se razlika između obje aritmetičke sredine podijeli standardnom pogreškom te razlike. Ima isto značenje kao i t-odnos.